# Katharina Inhetveen
Katharina Inhetveen (* 1970) ist eine deutsche Soziologin und seit 2014 Professorin für Allgemeine Soziologie an der Universität Siegen.

## Leben
Inhetveen studierte von 1990 bis 1995 Soziologie, Ethnologie und Musikwissenschaften an der Johannes Gutenberg-Universität Mainz (Abschluss als Magistra Artium). Anschließend war sie bis 2000 wissenschaftliche Mitarbeiterin am Institut für Soziologie. Mit einer Arbeit über institutionelle Innovation in politischen Parteien, für die sie geschlechtsbezogene Quotenverfahren in  deutschen und norwegischen Parteien verglich, promovierte sie 2000 zur Dr. phil. Von 2002 bis 2010 war Inhetveen wissenschaftliche Assistentin im Fach Soziologie an der Universität Siegen, wo sie 2003–2006 im DFG-Forschungsprojekt „Die politische Ordnung des Flüchtlingslagers“ (ihr Habilitationsthema) am Lehrstuhl von Trutz von Trotha arbeitete. 2009 habilitierte sie und erhielt die Venia legendi für Soziologie.
Nach einer Vertretungsprofessur von Oktober 2009 bis Juli 2010 wurde sie als ordentliche Professorin für Soziologie mit dem Schwerpunkt „Qualitative Methoden der empirischen Sozialforschung“ am Institut für Soziologie der Ludwig-Maximilians-Universität München. Im Oktober 2012 wechselte sie als Professorin für „Politische Soziologie der Nicht-OECD-Welt“ an die Fakultät für Staats- und Sozialwissenschaften der Universität der Bundeswehr München. Zudem war sie Fellow der Forschungsgruppe „Communication Disaster“ am Zentrum für interdisziplinäre Forschung an der Universität Bielefeld.
Seit Oktober 2014 hat sie die Professur für Allgemeine Soziologie an der Philosophischen Fakultät der Universität Siegen inne. Von 2018 bis 2021 leitete sie dort das DFG-Projekt „Folter und Körperwissen“.

## Schriften (Auswahl)
- Musiksoziologie in der Bundesrepublik Deutschland. Eine kritische Bestandsaufnahme. Westdeutscher Verlag, Opladen 1997, ISBN 3-531-13023-4.
- Institutionelle Innovation in politischen Parteien. Geschlechterquoten in Deutschland und Norwegen. Westdeutscher Verlag, Opladen 2002, ISBN 3-531-13806-5.
- Die politische Ordnung des Flüchtlingslagers. Akteure – Macht – Organisation. Eine Ethnographie im Südlichen Afrika. Transcript, Bielefeld 2010, ISBN 978-3-8376-1378-0.